# Pieter Pulking
Pieter Pulking (Engels: Piers Polkiss) is een personage uit de Harry Potter-boeken van de Britse schrijfster J.K. Rowling.
Pulking is een van de beste vrienden van Dirk Duffeling, het neefje van Harry Potter. Ze zitten samen op het Ballings College. Hij komt voor in het eerste en in het vijfde boek.
Toen hij met Dirk Duffeling en diens familie naar de dierentuin ging, maakte hij samen met Dirk gemene grappen en lachte hij Harry uit. In deel vijf maakte Pulking nog steeds deel uit van Dirks vriendenclub, die Harry continu zat te treiteren.